# One for the Radio
«One for the Radio»  —en español: «Una para la radio»— es el décimo cuarto single de la banda británica McFly, y primer sencillo perteneciente a su cuarto álbum de estudio, Radio:ACTIVE, publicado bajo su propio sello discográfico, Super Records, después de que la banda abandonase su antigua discográfica, Island Records.

El 25 de junio de 2008, el single consiguió entrar como «A Listed» en la lista de la BBC Radio 1, objetivo que solo había conseguido con su primer sencillo, «5 colours in her hair». 

«One for the Radio» se convirtió en disco de platino gracias a vender más de 100.000 copias de descarga digital en Brasil.

## Descripción
El mensaje de «One for the Radio» es descrito por la banda como la «lucha constante por la aceptación crítica.

## Vídeo musical
El videoclip se estrenó el 29 de junio de 2008, filmado en Toronto bajo la dirección de Steve Jocz, batería de la banda punk Sum 41. 
La secuencia de apertura del vídeo es una recreación de una escena de la película Back to the Future, filme del cual McFly obtuvo su nombre. Al igual que Michael J. Fox interpretando a Marty McFly, el guitarrista de la banda, Danny Jones, eleva al máximo el volumen de un amplificador gigante con el objetivo de realizar un potente rasgueo con su guitarra.

## Lista de canciones
| CD Single 1 (Super CDSUPR1) |                                            |          |  |
| N.º                         | Título                                     | Duración |  |
| 1.                          | «One for the Radio» (edición para radio)   | 3:04     |  |
| 2.                          | «Do Ya/Stay With Me» (versión en acústico) | 3:14     |  |

| CD Single 2 (Super CXSUPR1) |                                          |          |  |
| N.º                         | Título                                   | Duración |  |
| 1.                          | «One for the Radio» (edición para radio) | 3:04     |  |
| 2.                          | «Falling in Love» (versión en acústico)  | 3:05     |  |

| CD Single 3 (Super CYSUPR1) |                                          |          |  |
| N.º                         | Título                                   | Duración |  |
| 1.                          | «One for the Radio» (edición para radio) | 3:04     |  |
| 2.                          | «POV» (versión en acústico)              | 3:25     |  |

| DVD Single (venta exclusiva en Townsend Records) |                                               |          |  |
| N.º                                              | Título                                        | Duración |  |
| 1.                                               | «50 minutos de un film de McFly en Australia» |          |  |
| 2.                                               | «2008 arena tour presale code»                |          |  |

## Historial de lanzamientos
| País        | Fecha                   | Discográfica     |
| ----------- | ----------------------- | ---------------- |
| Irlanda     | 9 de julio de 2008      | Super Records    |
| Reino Unido | 14 de julio de 2008     | Super Records    |
| Brasil      | 18 de diciembre de 2008 | EMI Music Brasil |
| Japón       | febrero de 2009         | Avex Trax        |

## Posicionamiento en las listas de ventas
| Lista de ventas          | Posición más alta |
| ------------------------ | ----------------- |
| UK Singles Chart         | 2                 |
| Irish Singles Chart      | 20                |
| UK Download Chart        | 16                |
| European Hot 100 Singles | 12                |
| Japan Hot 100 Singles    | 26                |

## Certificaciones
| País   | Certificación        |
| ------ | -------------------- |
| Brasil | Platino (cert. ABPD) |

## Personal
- Danny Jones - guitarra, voz principal, productor ejecutivo.
- Tom Fletcher - compositor, guitarra, voz principal, piano, teclado.
- Harry Judd - batería, percusión.
- Dougie Poynter - bajo, coros.
- Jason Perry - productor
- Julian Emery  - productor adicional
- Tom Lord-Alge - mezcla
- Ted Jensen - masterización